# 피터 스튜어트 (생리학자)
피터 아서 로버트 스튜어트(영어: Peter Arthur Robert Stewart, 1921–1993)는 캐나다 생리학자로 산-염기 항상성을 이해하는 대안적인 접근법을 창안하였다.

## 생애

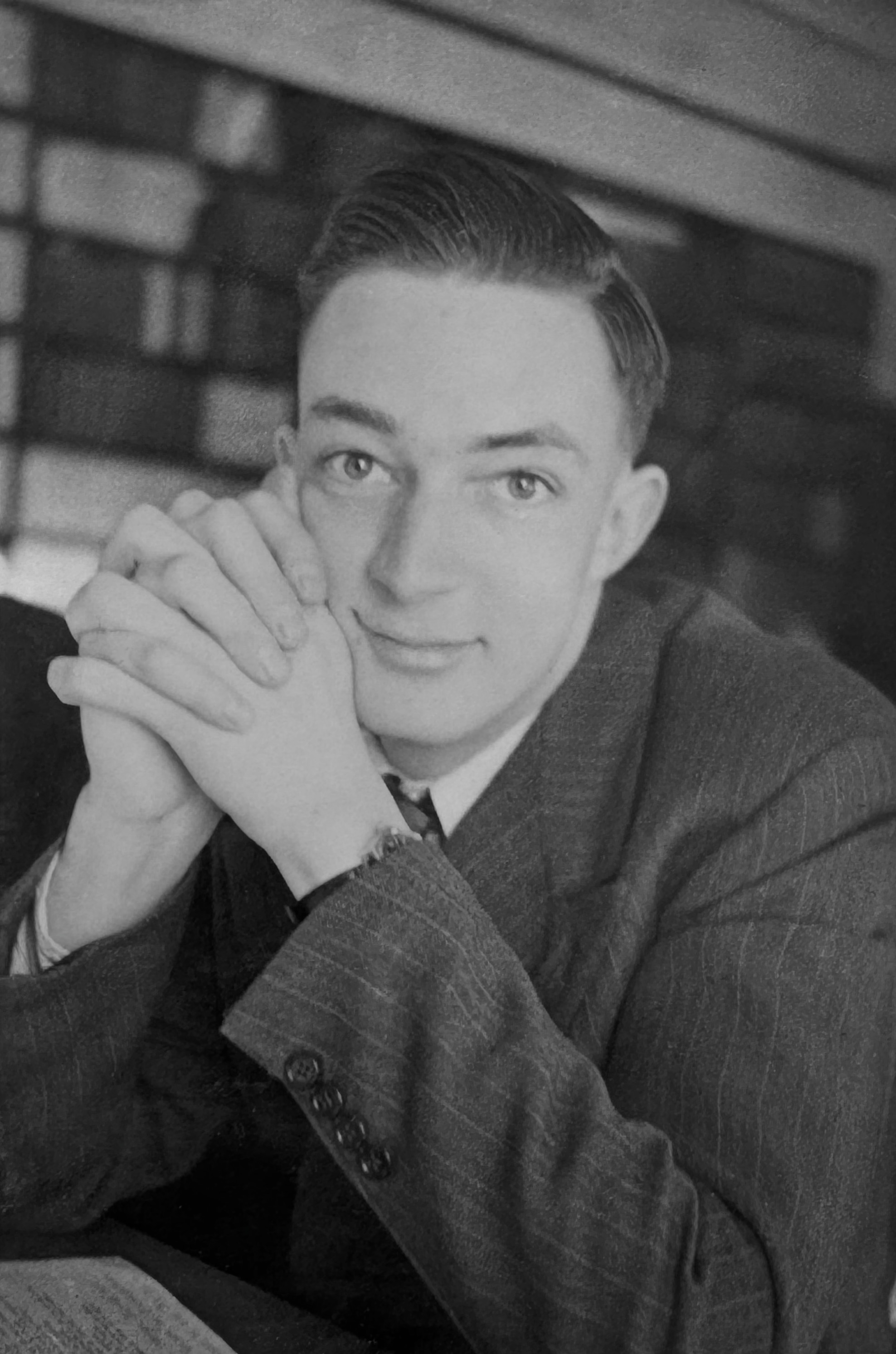
매니토바 대학교 학생 시절의 피터 스튜어트

피터는 스튜어트는 1921년 매니토바주 위니펙에서 태어났다. 1943년 매니토바 대학교를 수석 졸업하고 제2차 세계 대전에 레이더 강사로 참전했다. 이후 미네소타 대학교 대학원에서 1949년 물리학·수학 석사 학위를, 1951년 생물물리학 박사 학위를 취득했다. 1954년에는 에모리 대학교 생리학·물리학·생물측정학 조교수로 부임했고, 1965년에는 브라운 대학교 의과학 교수로 부임했다.
1983년 은퇴 후 시애틀 근처 후안 데 푸카 해협의 오카스 섬에서 살다가 1993년에 사망했다.

## 이론
스튜어트는 1978년 논문에서 새로운 산-염기 모형의 개요를 선보였고, 1981년 《산-염기를 어떻게 이해할 것인가》(영어: How to Understand Acid-Base)를 출판하여 더 자세히 설명했다. 스튜어트의 책은 수년간 구할 수 없었지만 이후 온라인에 공개되었고, 2009년에는 임상적인 응용에 대한 장들이 추가된 채로 재인쇄되었다.
스튜어트 접근법은 산-염기 항상성이라는 복잡한 화학 평형 체계를 이해하는 한 가지 모형이다. 스튜어트는 강한 양이온의 전하량에서 강한 음이온의 전하량을 뺀 값을 강이온차이(strong ion difference, SID)라고 정의했고, SID, 총 약산 농도(ATOT), 그리고 CO
2 분압이 [H+
]라는 종속변수를 결정하는 세 가지 독립변수라고 보았다. 세포내액 및 혈관 바깥의 조직을 무시할 때, 종속변수와 독립변수 사이의 관계를 사차방정식으로 나타낼 수 있다. 스튜어트의 사차방정식은 컴퓨터를 이용해서 수치적으로 풀 수 있지만 적정이나 생리학적 실험으로 검증된 적은 없다.
스튜어트 접근법은 천천히 받아들여졌지만 최근 들어서 특히 주목을 받고 있다. 희석에 의한 산증이나 혈장 알부민 농도 변화로 인한 산-염기 장애처럼 통상적인 접근법으로는 이해하기 어려운 사례를 설명해 주기 때문이다.

## 비판
올레 시고르-안데르센은 《혈액의 산-염기 상태》(영어: The Acid-Base Status of the Blood)에서 "스튜어트 접근법은 터무니없고 시대에 뒤떨어져 있다."고 말했다. [H+
]를 SID, ATOT 및 CO
2 분압의 함수로 나타낼 수 있다고 해서 전자가 종속변수이고 나머지가 독립변수라고 단정할 수는 없기 때문이다.